# Liste der Nummer-eins-Hits in Österreich (1988)
Dies ist eine Liste der Nummer-eins-Hits in Österreich im Jahr 1988. Sie basiert auf den Top-30-Single- und Albumlisten der österreichischen Charts. Sie wurden halbmonatlich jeweils am 1. und am 15. jeden Monats veröffentlicht.

## Singles
| ← 1987 ← | Liste der Nummer-eins-Hits in Österreich | Liste der Nummer-eins-Hits in Österreich | Liste der Nummer-eins-Hits in Österreich                                                                       | 1989 → |
| \| Zeitraum \| Mt. ges. \| Interpret \| Titel Autor(en) \| Zusätzliche Informationen \| \| (Zeitraum, Monate auf Platz eins, Interpret, Titel, Autor[en], zusätzliche Informationen) \| \| \| \| \| \| ----------------------------------------------------------------------------------------- \| -------- \| ------------------------------- \| -------------------------------------------------------------------------------------------------------------- \| ------------------------------------------------------------------------------------------------------------------------------------------------------------------------------------- \| \| 1. Dezember 1987 – 31. Januar 1988 2 Monate (insgesamt 2) \| 2 \| Erste Allgemeine Verunsicherung \| Küss’ die Hand, schöne Frau Gerhard Breit, Klaus Eberhartinger, Nino Holm, Günther Schönberger, Thomas Spitzer \| Nach Märchenprinz ist Küss’ die Hand, schöne Frau der zweite Nummer-eins-Hit für die Erste Allgemeine Verunsicherung. \| \| 1. Februar 1988 – 14. Februar 1988 ½ Monat (insgesamt ½) \| ½ \| Black \| Wonderful Life Colin Vearncombe \| 1986 bereits veröffentlicht wurde erst das Remaster '87 zu einem internationalen Hit. \| \| 15. Februar 1988 – 14. März 1988 1 Monat (insgesamt 1) \| 1 \| Men Without Hats \| Pop Goes the World Ivan Doroschuk \| – \| \| 15. März 1988 – 31. März 1988 ½ Monat (insgesamt ½) \| ½ \| Guillermo Marchena \| My Love Is a Tango Musik: Siegfried Schwab; Text: Frank Strecker \| Einziger Hit des niederländischen Schlagzeugers und Popsängers. \| \| 1. April 1988 – 14. April 1988 ½ Monat (insgesamt ½) \| ½ \| José Feliciano & VSOP \| The Sound of Vienna Musik: Christian Duchatschek; Text: Rudolf Leve \| – \| \| 15. April 1988 – 30. April 1988 ½ Monat (insgesamt ½) \| ½ \| Curacao \| Yiasou Roland Gutsch \| Einziger Hit der österreichischen Popband. \| \| 1. Mai 1988 – 31. Mai 1988 1 Monat (insgesamt 1) \| 1 \| Taylor Dayne \| Tell It to My Heart Ernie Gold, Seth A. Swirsky \| – \| \| 1. Juni 1988 – 14. Juni 1988 ½ Monat (insgesamt ½) \| ½ \| O. K. \| Okay! Marcus Gabler \| – \| \| 15. Juni 1988 – 30. Juni 1988 ½ Monat (insgesamt ½) \| ½ \| France Gall \| Ella, elle l’a Michel Berger \| Ella, elle l’a ist eine Hommage an die US-amerikanische Jazz-Sängerin Ella Fitzgerald. \| \| 1. Juli 1988 – 31. Juli 1988 1 Monat (insgesamt 1) \| 1 \| Dew Mitch \| Don’t Say No Erwin Kiennast, Dew Mitch \| Der Wiener Musiker hatte zwei Jahre zuvor jeweils eine Single und ein Album in die Top 10 gebracht. Nach seinem frühen Tod am 21. Mai dieses Jahres stieg dieses Lied auf Platz eins. \| \| 1. August 1988 – 14. August 1988 ½ Monat (insgesamt ½) \| ½ \| Etta Scollo \| Oh! Darling! John Lennon, Paul McCartney \| Coverversion eines Beatles-Lieds vom 1969er Album Abbey Road. \| \| 15. August 1988 – 14. Oktober 1988 2 Monate (insgesamt 2) \| 2 \| Rainhard Fendrich \| Macho, Macho Rainhard Fendrich \| Das Lied ist komplett in Wienerischem Dialekt gesungen. \| \| 15. Oktober 1988 – 14. November 1988 1 Monat (insgesamt 1) \| 1 \| Milli Vanilli \| Girl You Know It’s True Kayode Adeyemo, Rodney Hollaman, Kevin Lyles, William Pettaway, Sean Spencer \| Eigentlich ein Song der US-amerikanischen Hip-Hop-Band Numarx. \| \| 15. November 1988 – 14. Januar 1989 2 Monate (insgesamt 2) \| 2 \| Edelweiss \| Bring Me Edelweiss Martin Gletschermeyer, Walter Werzowa; Benny Andersson, Stig Anderson, Björn Ulvaeus \| Erster von zwei Nummer-eins-Hits des österreichischen Dancefloor-Projektes. \| |                                          |                                          | | |
| ← 1987 |                                          |                                          | | → 1989 → |
| Zeitraum | Mt. ges.                                 | Interpret                                | Titel Autor(en)                                                                                                | Zusätzliche Informationen |
| (Zeitraum, Monate auf Platz eins, Interpret, Titel, Autor[en], zusätzliche Informationen) |                                          |                                          | | |
| 1. Dezember 1987 – 31. Januar 1988 2 Monate (insgesamt 2) | 2                                        | Erste Allgemeine Verunsicherung          | Küss’ die Hand, schöne Frau Gerhard Breit, Klaus Eberhartinger, Nino Holm, Günther Schönberger, Thomas Spitzer | Nach Märchenprinz ist Küss’ die Hand, schöne Frau der zweite Nummer-eins-Hit für die Erste Allgemeine Verunsicherung.                                                                 |
| 1. Februar 1988 – 14. Februar 1988 ½ Monat (insgesamt ½) | ½                                        | Black                                    | Wonderful Life Colin Vearncombe                                                                                | 1986 bereits veröffentlicht wurde erst das Remaster '87 zu einem internationalen Hit.                                                                                                 |
| 15. Februar 1988 – 14. März 1988 1 Monat (insgesamt 1) | 1                                        | Men Without Hats                         | Pop Goes the World Ivan Doroschuk                                                                              | – |
| 15. März 1988 – 31. März 1988 ½ Monat (insgesamt ½) | ½                                        | Guillermo Marchena                       | My Love Is a Tango Musik: Siegfried Schwab; Text: Frank Strecker                                               | Einziger Hit des niederländischen Schlagzeugers und Popsängers. |
| 1. April 1988 – 14. April 1988 ½ Monat (insgesamt ½) | ½                                        | José Feliciano & VSOP                    | The Sound of Vienna Musik: Christian Duchatschek; Text: Rudolf Leve                                            | – |
| 15. April 1988 – 30. April 1988 ½ Monat (insgesamt ½) | ½                                        | Curacao                                  | Yiasou Roland Gutsch                                                                                           | Einziger Hit der österreichischen Popband. |
| 1. Mai 1988 – 31. Mai 1988 1 Monat (insgesamt 1) | 1                                        | Taylor Dayne                             | Tell It to My Heart Ernie Gold, Seth A. Swirsky                                                                | – |
| 1. Juni 1988 – 14. Juni 1988 ½ Monat (insgesamt ½) | ½                                        | O. K.                                    | Okay! Marcus Gabler                                                                                            | – |
| 15. Juni 1988 – 30. Juni 1988 ½ Monat (insgesamt ½) | ½                                        | France Gall                              | Ella, elle l’a Michel Berger                                                                                   | Ella, elle l’a ist eine Hommage an die US-amerikanische Jazz-Sängerin Ella Fitzgerald.                                                                                                |
| 1. Juli 1988 – 31. Juli 1988 1 Monat (insgesamt 1) | 1                                        | Dew Mitch                                | Don’t Say No Erwin Kiennast, Dew Mitch                                                                         | Der Wiener Musiker hatte zwei Jahre zuvor jeweils eine Single und ein Album in die Top 10 gebracht. Nach seinem frühen Tod am 21. Mai dieses Jahres stieg dieses Lied auf Platz eins. |
| 1. August 1988 – 14. August 1988 ½ Monat (insgesamt ½) | ½                                        | Etta Scollo                              | Oh! Darling! John Lennon, Paul McCartney                                                                       | Coverversion eines Beatles-Lieds vom 1969er Album Abbey Road. |
| 15. August 1988 – 14. Oktober 1988 2 Monate (insgesamt 2) | 2                                        | Rainhard Fendrich                        | Macho, Macho Rainhard Fendrich                                                                                 | Das Lied ist komplett in Wienerischem Dialekt gesungen. |
| 15. Oktober 1988 – 14. November 1988 1 Monat (insgesamt 1) | 1                                        | Milli Vanilli                            | Girl You Know It’s True Kayode Adeyemo, Rodney Hollaman, Kevin Lyles, William Pettaway, Sean Spencer           | Eigentlich ein Song der US-amerikanischen Hip-Hop-Band Numarx. |
| 15. November 1988 – 14. Januar 1989 2 Monate (insgesamt 2) | 2                                        | Edelweiss                                | Bring Me Edelweiss Martin Gletschermeyer, Walter Werzowa; Benny Andersson, Stig Anderson, Björn Ulvaeus        | Erster von zwei Nummer-eins-Hits des österreichischen Dancefloor-Projektes. |

## Alben
| ← 1987 ← | Liste der Nummer-eins-Alben in Österreich | Liste der Nummer-eins-Alben in Österreich | Liste der Nummer-eins-Alben in Österreich | 1989 →                                                                   |
| \| Zeitraum \| Mt. ges. \| Interpret \| Titel \| Zusätzliche Informationen \| \| (Zeitraum, Monate auf Platz eins, Interpret, Titel, zusätzliche Informationen) \| \| \| \| \| \| ------------------------------------------------------------------------------ \| -------- \| ------------------------------- \| ------------------- \| ------------------------------------------------------------------------ \| \| 1. Dezember 1987 – 14. Februar 1988 2½ Monate (insgesamt 2½) \| 2½ \| Erste Allgemeine Verunsicherung \| Liebe, Tod & Teufel \| Zweites von zehn Nummer-eins-Alben für die österreichische Band. \| \| 15. Februar 1988 – 14. April 1988 2 Monate (insgesamt 2) \| 2 \| (Soundtrack) \| Dirty Dancing \| – \| \| 15. April 1988 – 14. Mai 1988 1 Monat (insgesamt 1) \| 1 \| (Soundtrack) \| More Dirty Dancing \| Fortsetzung des erfolgreichen Soundtracks. \| \| 15. Mai 1988 – 14. Juni 1988 1 Monat (insgesamt 1) \| 1 \| Herbert Grönemeyer \| Ö \| Zweites Nummer-eins-Album nach Sprünge (1986). \| \| 15. Juni 1988 – 14. Oktober 1988 4 Monate (insgesamt 24 Wo.) \| 24 Wo. \| Michael Jackson \| Bad \| Erstes und einziges Nummer-eins-Album für den King of Pop in Österreich. \| \| 15. Oktober 1988 – 31. Oktober 1988 ½ Monat (insgesamt ½) \| ½ \| Tracy Chapman \| Tracy Chapman \| – \| \| 1. November 1988 – 14. Januar 1989 10 Wochen (insgesamt 2½) \| 2½ \| U2 \| Rattle and Hum \| – \| |                                           |                                           |                                           |                                                                          |
| ← 1987 |                                           |                                           |                                           | → 1989 →                                                                 |
| Zeitraum | Mt. ges.                                  | Interpret                                 | Titel                                     | Zusätzliche Informationen                                                |
| (Zeitraum, Monate auf Platz eins, Interpret, Titel, zusätzliche Informationen) |                                           |                                           |                                           |                                                                          |
| 1. Dezember 1987 – 14. Februar 1988 2½ Monate (insgesamt 2½) | 2½                                        | Erste Allgemeine Verunsicherung           | Liebe, Tod & Teufel                       | Zweites von zehn Nummer-eins-Alben für die österreichische Band.         |
| 15. Februar 1988 – 14. April 1988 2 Monate (insgesamt 2) | 2                                         | (Soundtrack)                              | Dirty Dancing                             | –                                                                        |
| 15. April 1988 – 14. Mai 1988 1 Monat (insgesamt 1) | 1                                         | (Soundtrack)                              | More Dirty Dancing                        | Fortsetzung des erfolgreichen Soundtracks.                               |
| 15. Mai 1988 – 14. Juni 1988 1 Monat (insgesamt 1) | 1                                         | Herbert Grönemeyer                        | Ö                                         | Zweites Nummer-eins-Album nach Sprünge (1986).                           |
| 15. Juni 1988 – 14. Oktober 1988 4 Monate (insgesamt 24 Wo.) | 24 Wo.                                    | Michael Jackson                           | Bad                                       | Erstes und einziges Nummer-eins-Album für den King of Pop in Österreich. |
| 15. Oktober 1988 – 31. Oktober 1988 ½ Monat (insgesamt ½) | ½                                         | Tracy Chapman                             | Tracy Chapman                             | –                                                                        |
| 1. November 1988 – 14. Januar 1989 10 Wochen (insgesamt 2½) | 2½                                        | U2                                        | Rattle and Hum                            | –                                                                        |

## Jahreshitparaden
| ← 1987 ← | Liste der Nummer-eins-Hits in Österreich | Liste der Nummer-eins-Hits in Österreich            | Liste der Nummer-eins-Hits in Österreich | 1989 →   |
| \| Singles \| Position# \| Alben \| \| ---------------------------------------------------------------------------------------------------------------------------------------------- \| --------- \| --------------------------------------------------- \| \| Macho Macho Rainhard Fendrich \| 1 \| Dirty Dancing Soundtrack \| \| Küss’ die Hand, schöne Frau Erste Allgemeine Verunsicherung Gerhard Breit, Klaus Eberhartinger, Nino Holm, Günther Schönberger, Thomas Spitzer \| 2 \| Bad Michael Jackson \| \| Okay! Okay Marcus Gabler \| 3 \| Liebe, Tod & Teufel Erste Allgemeine Verunsicherung \| \| The Sound of Vienna José Feliciano & VSOP Musik: Christian Duchatschek; Text: Rudolf Leve \| 4 \| Ö Herbert Grönemeyer \| \| Girl You Know It’s True Milli Vanilli Kayode Adeyemo, Rodney Hollaman, Kevin Lyles, William Pettaway, Sean Spencer \| 5 \| …Nothing Like the Sun Sting \| \| Yiasou Curacao Roland Gutsch \| 6 \| More Dirty Dancing Soundtrack \| \| Oh! Darling! Etta Scollo John Lennon, Paul McCartney \| 7 \| Unchain My Heart Joe Cocker \| \| Wonderful Life Black Colin Vearncombe \| 8 \| Faith George Michael \| \| Dirty Diana Michael Jackson \| 9 \| Alf – Märchen und Hörspiele, Teil 2 Hörspiel \| \| Ich lieb’ dich überhaupt nicht mehr Udo Lindenberg Udo lindenberg \| 10 \| Lovesexy Prince \| |                                          |                                                     |                                          |          |
| ← 1987 |                                          |                                                     |                                          | → 1989 → |
| Singles | Position#                                | Alben                                               |                                          |          |
| Macho Macho Rainhard Fendrich | 1                                        | Dirty Dancing Soundtrack                            |                                          |          |
| Küss’ die Hand, schöne Frau Erste Allgemeine Verunsicherung Gerhard Breit, Klaus Eberhartinger, Nino Holm, Günther Schönberger, Thomas Spitzer | 2                                        | Bad Michael Jackson                                 |                                          |          |
| Okay! Okay Marcus Gabler | 3                                        | Liebe, Tod & Teufel Erste Allgemeine Verunsicherung |                                          |          |
| The Sound of Vienna José Feliciano & VSOP Musik: Christian Duchatschek; Text: Rudolf Leve | 4                                        | Ö Herbert Grönemeyer                                |                                          |          |
| Girl You Know It’s True Milli Vanilli Kayode Adeyemo, Rodney Hollaman, Kevin Lyles, William Pettaway, Sean Spencer | 5                                        | …Nothing Like the Sun Sting                         |                                          |          |
| Yiasou Curacao Roland Gutsch | 6                                        | More Dirty Dancing Soundtrack                       |                                          |          |
| Oh! Darling! Etta Scollo John Lennon, Paul McCartney | 7                                        | Unchain My Heart Joe Cocker                         |                                          |          |
| Wonderful Life Black Colin Vearncombe | 8                                        | Faith George Michael                                |                                          |          |
| Dirty Diana Michael Jackson | 9                                        | Alf – Märchen und Hörspiele, Teil 2 Hörspiel        |                                          |          |
| Ich lieb’ dich überhaupt nicht mehr Udo Lindenberg Udo lindenberg | 10                                       | Lovesexy Prince                                     |                                          |          |